# Church's Ministry Among Jewish People

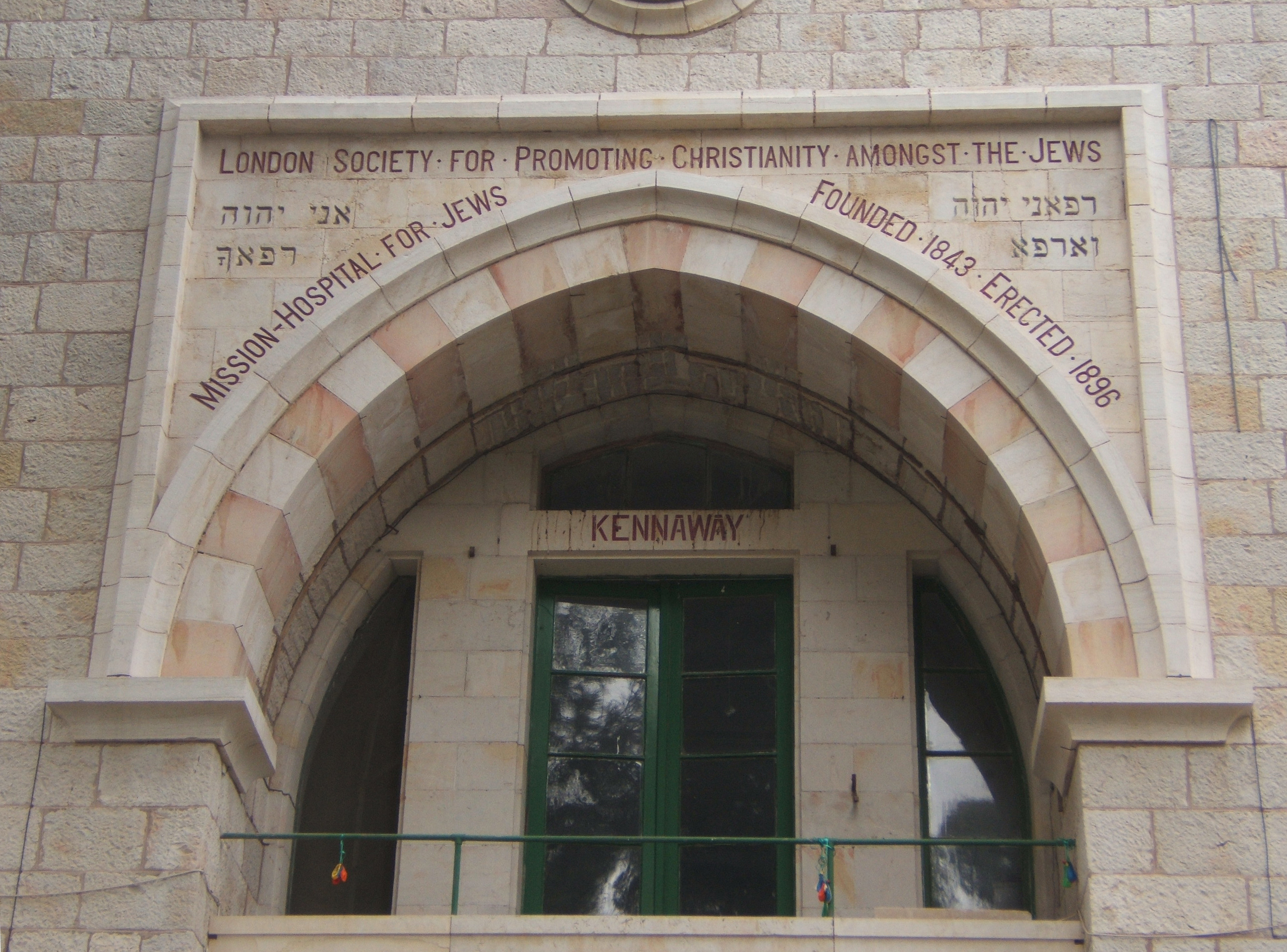
Un hôpital fondé par la London Society, Jérusalem.

La Church's Ministry Among Jewish People, longtemps connue sous le nom de London Society for Promoting Christianity Among the Jews, est une association anglicane fondée le 15 février 1809 à Londres pour répandre le christianisme protestant dans les milieux juifs.
En 1909, pour son centenaire, elle avait 222 missionnaires opérant à travers le monde, en Europe, Asie, Afrique et en Amérique, beaucoup d'entre eux étant des Juifs convertis.
La London Society poursuivra ses activités jusque dans la seconde moitié du XXe siècle, suscitant de vives oppositions au sein du Judaïsme mondial.
Les missions de la London Society se sont déployées dans de nombreux pays, y compris l'Éthiopie où elle s'installe en 1859 pour convertir les juifs Beta Israel. Elle y reste active jusque dans les années 1920. C'est paradoxalement la society qui attirera l'attention du Judaïsme mondial sur les Juifs éthiopiens, provoquant l'envoi d'une mission de l'Alliance israélite universelle en 1867, en la personne de Joseph Halévy.
Les moyens utilisés sont le prêche, la publication de journaux (Jewish Missionary Intelligence, Jewish Missionary Advocate, et Quarterly Notes) et la fondation d'écoles chrétiennes en milieu Juif. Le nouveau testament est traduit en Hébreu.
Il est à noter que la société n'a jamais développé de rejet ethnique des Juifs, ou antisémitisme, voulant au contraire les « sauver ». Nombre de dirigeants de la Royal Society ont ainsi été des convertis Juifs, comme Henry Aaron Stern (1820–1885), un juif allemand converti en 1840, qui implanta les missions en Éthiopie en 1859. On peut aussi citer Michael Sargon (1795-1855), un juif de Cochin converti en 1818 et qui devint le premier missionnaire indien de l'association, ou encore Michael Aragawi, Beta Israel converti au christianisme et chef de mission en Éthiopie. C'est le cas de Michael Solomon Alexander, fondateur de la Christ Church et de Samuel Gobat, à Jérusalem.
La société a plusieurs fois changé de nom, devenant the London Jews' Society puis Church's Ministry Among Jewish People (CMJ), mais suscitant toujours des réactions parfois hostile des milieux juifs. La société a aujourd'hui des positions globalement assez pro-israéliennes, ce qui a réduit les tensions.
L'organisation a fêté son bicentenaire en 2009, avec quatre messes spéciales célébrées en différents lieux du Royaume-Uni.

## Liens
- Site officiel
- Publications